# Francesco Paolo Sgobbo
Francesco Paolo Sgobbo (Ariano, 10 agosto 1860 – Napoli, ...) è stato un medico e politico italiano.

## Biografia
Nato il 10 agosto 1860 ad Ariano (l'attuale Ariano Irpino), fu principalmente un medico chirurgo e docente universitario nonché precursore dell'elettroterapia. Egli si prodigò anche in politica schierandosi con Giovanni Giolitti, pur avendo venature radicali.
Nel 1913, si candidò nel collegio di Mirabella Eclano per la XXIV legislatura, ma venne battuto al ballottaggio da Alfredo Petrillo.
Nel 1919, fu eletto deputato per la XXV legislatura del Regno d'Italia con il Partito Democratico Liberale assieme a Ettore Tedesco e Alfonso Rubilli.